# 瑞维尔
瑞维尔（法語：Juville，法語發音：[ʒyvil]）是法国摩泽尔省的一个市镇，属于萨尔堡-萨兰堡区。

## 地理
瑞维尔（48°55'49"N, 6°20'48"E）面积6.05 平方千米，位于法国大東部大區摩泽尔省，该省份为法国东北部内陆省份，是洛林的一部分，西南接默尔特-摩泽尔省，东临下莱茵省，北与卢森堡和德国接壤。
与瑞维尔接壤的市镇（或旧市镇、城区）包括：福维尔、利奥库尔、蒙舍、蒂蒙维尔、特拉尼、克索库尔。

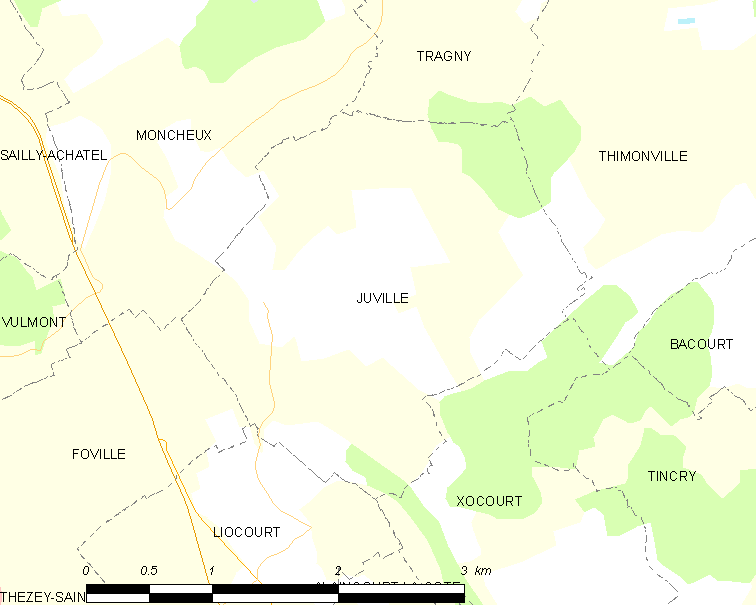
瑞维尔的OSM定位图

瑞维尔的时区为UTC+01:00、UTC+02:00（夏令时）。

## 行政
瑞维尔的邮政编码为57590，INSEE市镇编码为57354。

## 政治
瑞维尔所属的省级选区为索努瓦县。

## 人口

1962-2008年间瑞维尔人口变化图示

瑞维尔于2022年1月1日时的人口数量为138人。